# Тубден Шедублинг
Тубде́н Шедубли́нг (тиб. ཐུབ་བསྟན་ཆོས་འགྲུབ་གླིང་།, дословно с тиб. — «Сад изучения буддийской философии и нравственности», также «Центр изучения и практики Учения Будды») — буддийский храм, расположенный в Москве, первый буддийский храмовый комплекс в городе. Входит в Духовно-просветительский комплекс российских традиционных религий в Отрадном, который включает в себя также строения и других традиционных религий России. Буддийский храм в Москве возведен Московской общиной буддистов, которая провела работу по разработке и согласованию всей проектной документации.
Название храма было присвоено Далай-ламой XIV, он подчеркнул, что храм должен объединить все направления буддизма, быть местом изучения буддийской философии и нравственности. Также он добавил, что храм должен быть также и светским центром, где можно получить знания о буддизме.
Первоначальный проект храмового комплекса, спроектированный Павлом Терешкиным (ООО «Персональная Творческая Мастерская Архитектора Терешкина П. Г.»), включал в себя здание большого храма, малого храма (вспомогательного корпуса) и Ступы Просветления. В последствии проект малого храма (вспомогательного корпуса) был переделан в проект основного храма. Однако в 2024 году на территории храмового комплекса планируется возведение Буддийского духовно-просветительского центра, рассчитанного на 600 человек.
21 января 2023 г. в храме представителями буддийского духовенства Бурятии, Калмыкии, Тывы и Республики Алтай проведён совместный религиозный ритуал, посвящённый завершающей стадии строительства храма.

## История создания и концепция
В ноябре 2004 года во время приезда Его Святейшества Далай-Ламы XIV в России делегация Московской общины буддистов обратилась к Его Святейшеству для обсуждения вопросов строительства первого буддийского Храма в Москве.
Далай-Лама выразил радость, что в столице России появится буддийский храм, который будет знаком веры в учение Будды и объединит всех буддистов. Далай-лама подчеркнул, что храм должен стать символом и местом объединения всех школ буддизма, не только тибетских, но также Тхеравады, Дзен и других школ. Он также отметил  необходимость наличия при Храме Буддийского культурного центра, предоставляющего возможность получения знаний об учении Будды, буддийской философии и нравственности. Его Святейшество выразил желание, чтобы Храм был местом не только духовной практики, но и местом общественной, культурной и образовательной деятельности. Далай-лама XIV дал благословение строительству Храма и выразил благодарность всем участникам этого проекта. В ходе обсуждения вопроса строительства в Москве первого буддийского храма Далай-лама XIV выступил со следующим обращением:

Я высоко ценю все ваши усилия. Хотя Москва это не буддийский регион, но поскольку буддизм является одной из важнейших религий в России, было бы логичным создание одного буддийского центра или храма в столице Российской Федерации. Это было бы правильно. Это хорошо, что храм, который будут посещать как местные буддийские общины, так и люди, которые часто приезжают посетить Москву из других регионов и стран, будет построен в столице России. Вот почему возведение храма действительно великое дело. Это прекрасно, что различные буддийские традиции – Тхеравада, Бодхисаттваяна, Мантраяна, Дзен – все вместе!Это должен быть не только храм, но и центр обучения, вроде академического института. В этом случае все могут посещать его – буддист, христианин, иудей или мусульманин. Сегодня, для того чтобы между различными людьми была гармония, нужно знать традиции друг друга. Также получение таких знаний крайне важно для буддистов. Мы должны учиться. Нам необходимо учиться.— 
Комплекс предназначен для всех российских буддистов, независимо от их национальности и линий духовной преемственности, вне зависимости от национальной и религиозной принадлежности их семей. При этом организаторы строительства считают, что храмовый комплекс должен стать символом терпимости и межрелигиозной дружбы, его двери будут открыты также и для представителей всех религий.

## Построенные объекты храмового комплекса
| Название                                      | Фотография | Описание |
| --------------------------------------------- | ---------- | --- |
| Храм                                          |            | Здание храма представляет собой двухэтажное капитальное строение (с подвалом), в котором на первом этаже располагается алтарный зал для проведения учений, практики медитации, и ритуалов. На втором этаже располагаются 4 комнаты для учителей, в котором они ведут прием. В подвале находится комната для проведения ретритов. По первоначальному проекту являлось вспомогательным зданием. |
| Ступа Просветления                            |            | Открыта 16 сентября 2017 г. В ходе торжественной церемонии открытия приняли участие буддийские священнослужители, прибывшие из Индии, Камбоджи, Китая, Кореи, Лаоса, Монголии, Непала, Таиланда, Шри-Ланки, а также послы этих стран, представители индийской, тайской, вьетнамской диаспор. Внутри Ступы в апреле 2022 года была возведена песочная мандала Зеленой Тары.                    |
| Статуя Бакула Ринпоче                         |            | Статуя установлена у Ступы Просветления и в алтарном зале храма. Бакула Ринпоче принимал самое активное участие в возрождении буддизма в России и Монголии. Именно его приезд в 1990-х годах в Москву послужил началом образования Московской общины буддистов и строительства храма «Тубден Шедублинг».                                                                                      |
| Главные ворота, территория храма и Пагода рая |            | Главные ворота и общее благоустройство территории были закончены в 2024 году. Пагоду Рая, которая ранее была за пределами храма, планируется после реставрации и обновления разместить во внутреннем дворе. По периметру территории планируется разместить молитвенные барабаны для проведения практики горо (обход вокруг святых объектов).                                                  |

## История возведения

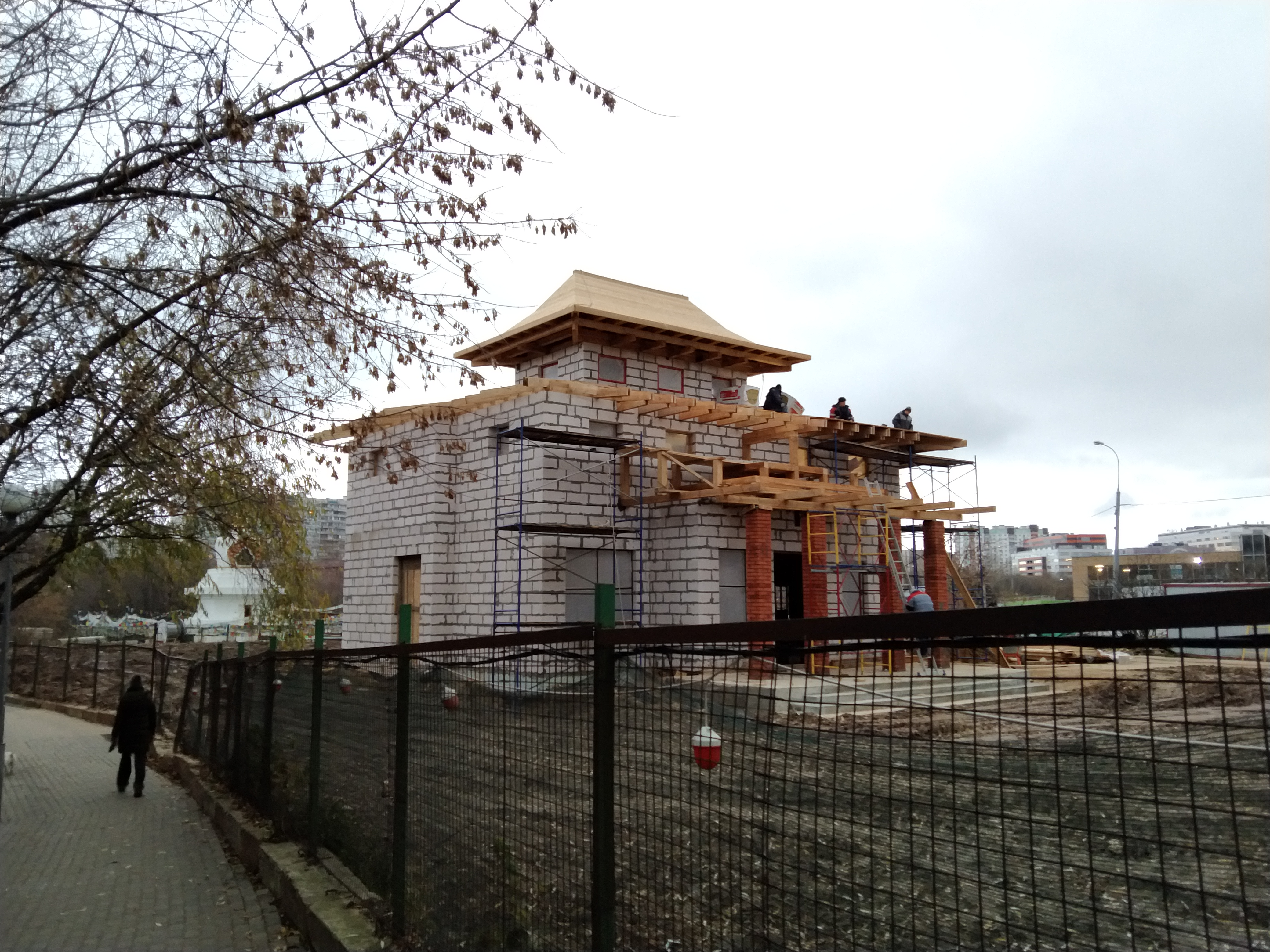
Малый храм в процессе строительства

- 2000 год —  столичные власти разрешили построить в городе первый буддийский храм — в Отрадном[5];
- 2002 год — на участке, выделенном Правительством Москвы в Северо-Восточном округе, района Отрадное была проведена закладка «Первого камня» будущего Буддийского храма[6];
- 2005 год — проведены буддийские ритуалы для успешного строительства на территории комплекса храмов и ступы: Ритуал освящения земли, Ритуал устранения препятствий и Ритуал закладки Сосудов сущности Земли;
- 2006 год — площадку, отданную под буддистский храмовый комплекс, посетил мэр Москвы Юрий Лужков. Он подписал распоряжение, в соответствии с которым буддистов освободили от платы за строительство систем инженерного обеспечения, необходимых для храма (в том числе водопровода и канализации). По указанию Лужкова, на территории, отведённой для комплекса, за 40 тыс. рублей установили временную ступу[7];
- 2014 год — получено разрешение на строительство;
- 2015 год — состоялась церемония открытия «Пагоды рая» с молитвенным барабаном на площадке строительства буддийского храма в Отрадном[8], а также состоялось торжественное мероприятие, посвященное началу строительства буддийского Храмового комплекса в Отрадном[9];
- 2016 год — проведен подготовительный этап строительных работ по возведению Ступы Просветления высотой свыше 13 метров, а также одноэтажного здания корпуса Малого Храма[10]. Также было возведено двухэтажное временное помещение, чтобы верующие Москвы и Подмосковья уже могли там встречаться и проводить свои мероприятия. В подземный уровень строящейся Ступы Просветления, в ноябре 2016 года были заложены реликвии;
- 16 сентября 2017 года — прошла церемония открытия Ступы просветления[11];
- 16 мая 2019 года — лама Кунделинг Тацак Джедун Ринпоче провёл ритуал освящения земли для строительства Малого Храма (Вспомогательный Корпус)- в последствии основной Храм[12];
- октябрь 2019 года — завершена заливка фундамента храма;
- 31 декабря 2020 года — завершено строительство надземной части храма;
- 24 мая 2022 — закончены работы по покраске фасада храма;
- 17 декабря 2022 — закончены работы по внутренней и внешней отделке храма;
- 26 сентября 2024 — закончены работы по благоустройству территории.